# Lourdes Bastos
Lourdes Bastos (Rio de Janeiro, 23 de setembro de 1927 – Saline, Michigan, USA 31 de agosto de 2023 ) foi uma coreógrafa e mestra brasileira de dança moderna. Fez sua formação em dança moderna com Helenita Sá Earp, Martha Graham e José Limón. Como secretária de Niomar Moniz Sodré Bittencourt, uma das fundadoras do Museu de Arte Moderna do Rio de Janeiro (MAM), ajudou a levantar fundos para a construção do atual prédio do Museu, no Aterro do Flamengo. Foi a responsável pela consolidação do ensino de dança moderna na Escola de Danças do Theatro Municipal do Rio de Janeiro, atual Escola Estadual de Dança Maria Olenewa, onde lecionou por mais de 30 anos. Na década de 1980, fundou o Studio Lourdes Bastos e a Companhia Lourdes Bastos, com que alcançou sucesso internacional. A partir de 1979, juntou-se ao grupo do Teatro Ipanema, criado por Ivan de Albuquerque e Rubens Corrêa, fazendo a preparação corporal para peças antológicas como O Beijo da Mulher Aranha e Artaud. Na década de 1990, mudou-se para os Estados Unidos, tendo vivido na cidade de Ypsilanti, em Michigan, onde continou a coreografar para departamentos de dança de universidades.

## Biografia
Lourdes de Souza Bastos nasceu no bairro de Copacabana, no Rio de Janeiro, filha de Adherbal de Souza Bastos, despachante da Alfândega, e Sylvia de Souza Bastos. Desde cedo mostrou interesse pela dança. Estudou balé clássico com Vaslav Veltcheck na União das Operárias de Jesus. No entanto, não se identificou com a dança clássica e, em 1952, incentivada por uma prima, iniciou seus estudos de dança moderna com Helenita Sá Earp na Escola de Educação Física da Universidade do Brasil, atual Universidade Federal do Rio de Janeiro (UFRJ).
Entre 1954 e 1960, Lourdes trabalhou como secretária de Niomar Moniz Sodré Bittencourt, uma das fundadoras e diretora-presidente do Museu de Arte Moderna do Rio de Janeiro (MAM), mulher do jornalista, proprietário e diretor do jornal Correio da Manhã, Paulo Bittencourt. No MAM, Lourdes conviveu com diversos artistas e intelectuais que faziam parte da vanguarda da época, como Fayga Ostrower, Edith Behring, Aluísio Carvão, Ivan Serpa, Djanira e Alexandre Wollner, entre outros. Esse convívio influenciou fortemente seu desenvolvimento como coreógrafa. 
Também no MAM, Lourdes Bastos teve contato com diversas personalidades do cenário político, como o presidente Juscelino Kubitschek e o embaixador Maurício Nabuco. Ao substituir sua mestra Helenita Sá Earp em algumas aulas na Embaixada dos EUA, Lourdes ganhou a simpatia da embaixatriz estadunidense, o que lhe facilitou a ida aos Estados Unidos para fazer um curso de dança com Martha Graham e José Limón, entre outros, no Connecticut College School of Dance em 1959. Essa experiência foi fundamental para sua profissionalização na dança.

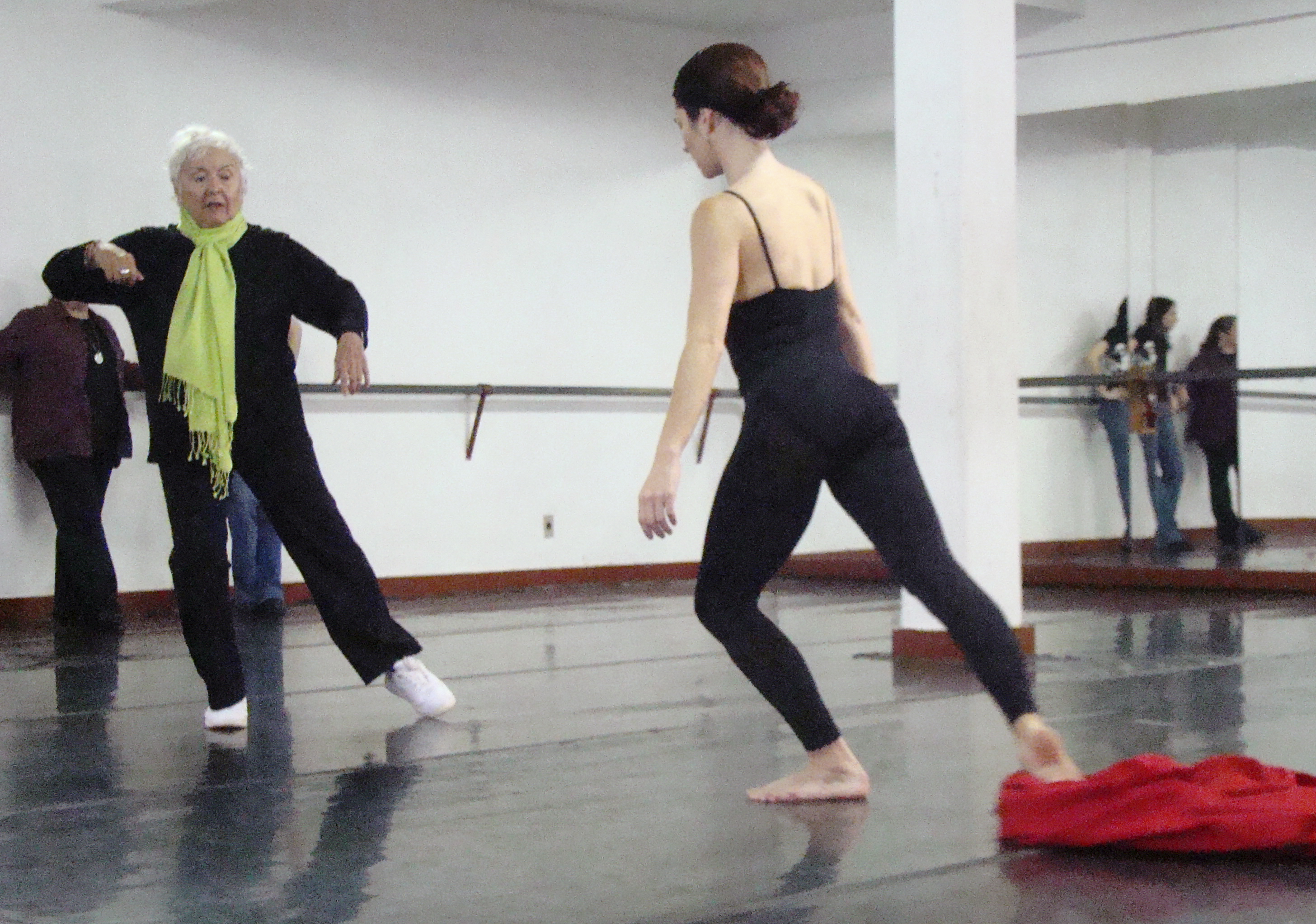

Em 1963, Lourdes Bastos começou a lecionar dança moderna na Escola de Danças do Theatro Municipal do Rio de Janeiro, atual Escola Estadual de Dança Maria Olenewa, e no ano seguinte montou Imagens do Contemporâneo, com música de George Ribalowski,  a primeira de muitas coreografias que viria a criar para a Escola. Em 1977, foi convidada a criar uma coreografia para o Corpo de Baile do Theatro Municipal. Desse convite nasceu a Missa, com música de Edu Lobo.
Lourdes também lecionou na escola de Klauss e Angel Vianna, e foi Klauss Vianna quem a incentivou a fazer um curso de teatro no Teatro Ipanema, fundado por Ivan de Albuquerque e Rubens Corrêa. No Teatro Ipanema, Lourdes fez a preparação corporal de diversas peças teatrais como Prometeu Acorrentado (1979), Homem é Homem (1980), O Beijo da Mulher Aranha (1980), Quero (1982) e Artaud (1986), entre outras. Fez também a preparação corporal da peça Lúcia McCartney, dirigida por Miguel Falabella (1987).
Lourdes abriu sua própria escola, o Studio Lourdes Bastos, construído por ela no terreno de sua casa na Gávea, em julho de 1981, e passou a ter vários atores entre seus alunos. O primeiro foi o próprio Rubens Corrêa, com quem desenvolveria uma intensa e criativa amizade nos anos seguintes. A Cia. Lourdes Bastos foi criada em 1982, estreando com o espetáculo Quatro Mulheres no Teatro João Caetano no mesmo ano. Em 1983, Lourdes e sua Cia. apresentaram o espetáculo Mar sem Fim, baseado na obra de Fernando Pessoa, com roteiro e voz de Rubens Corrêa, no Teatro do BNH, atual Teatro da Caixa. Mar sem Fim, foi dançado 108 vezes no Brasil e em Portugal. A parceria com Rubens rendeu ainda os espetáculos Viva Lorca! (1986), baseado na obra do poeta García Lorca, e Dois a Dois (1988), com música de Jaques Morelembaum.
Em 1995, Lourdes Bastos casou-se com o dinamarquês Gunnar Hansen, e passou a morar com ele nos EUA. Lá criou uma coreografia para o Evan Andersons Baltimore Dance Theatre (Tear the Heart) e coreografou para festivais e eventos da Universidade de Michigan. De seus trabalhos nos EUA, destacam-se Adiós Noniños (2000), Time to Love (2002) e Ne Me Quites Pas (2007). 
A obra de Lourdes Bastos registrada em vídeo e DVD faz parte da coleção de dança da New York Public Library no Lincoln Center. Em 17 de agosto de 2008, a coreógrafa foi homenageada no Theatro Municipal do Rio de Janeiro com a remontagem de duas de suas coreografias – Minha Vida e Concerto em F de Gershwin –  pelo Departamento de Dança da UniverCidade.
Em 2023, Elid Bittencourt, professora do curso de pós-graduação da Escola Estadual de Dança Maria Olenewa, da Fundação Theatro Municipal do Rio de Janeiro (EEDMO/FTMRJ), e ex-aluna de Lourdes Bastos, lançou o livro "Lourdes Bastos: a modernidade da dança no Brasil" sobre a obra e a vida da coreógrafa. O livro foi publicado pela Edições Cândido.